# Maurice Agulhon
Maurice Agulhon (Uzès, 20 de dezembro de 1926 Brignoles, 28 de Maio de 2014) foi um historiador francês, professor do Collège de France de 1986 a 1997. Especialista em França dos séculos XIX e XX, seus primeiros trabalhos tratavam da Provença e da Revolução francesa de 1848. Posteriormente, realizou estudos sobre a República Francesa e sobre a simbologia do poder republicano.

## Biografia
Aluno da École Normale Supérieure, lecionou nos liceus de Toulon e Marselha. Obteve uma designação ao CNRS em 1954. A partir de 1957, lecionou na Faculdade de letras de Aix (depois Université de Provence, Aix-Marseille I), com o título de Professor a partir de 1969. De 1972 até 1986, foi professor da Université Panthéon-Sorbonne (Paris I). Em 1986, foi eleito professor para o Collège de France, até 1997.
Seus trabalhos versavam sobre os conceitos de sociabilidade, religiosidade e política (Pénitents et francs-maçons de l'Ancienne Provence, 1968 ; La République au Village, 1970). Em seguida, suas obras evoluíram para o estudo da simbologia republicana (Marianne au Combat, 1979, Marianne au Pouvoir, 1989, Les Métamorphoses de Marianne, 2001). Esse republicano intransigente, que foi durante muito tempo presidente da Société d'histoire de la Révolution de 1848, se confrontou também com o falar e o agir do ex-presidente francês Charles De Gaulle em Coup d'Etat et République, 1997, et De Gaulle, histoire, symbole, mythe, 2000. É também autor de sínteses (1848 ou l'Apprentissage de la République (1848-1851), 1973 ; La République de 1880 à nos jours, 1990, que obteve o Grande Prêmio Gobert da Académie française). 
Agulhon foi pioneiro nos estudos da chamada História das políticas de comemoração (history of the politics of commemoration). O autor analisou a imagem da República na França (1789-1879) em sua obra Marianne au combat (1979). O trabalho de Agulhon inspirou muitos outros e, assim, alguns anos depois, a questão da memória política, principalmente os temas relacionados com o processo de construção de imagens nas práticas comemorativas, torunou-se uma questão central na produção historiográfica. 
Maurice Agulhon faleceu em 2014 aos 87 anos.

## Distinções
- Membro desde 1999 du Haut Comité des célébrations nationales
- Doutor Honoris causa

### Condecorações
- Oficial da Palmes académiques, (1994)
- Oficial das Arts et des Lettres, (1995)
- Oficial da Légion d'honneur, (1998)

## Principais obras
- Sua tese, defendida em 1969 na Sorbonne, intitulava-se Un mouvement populaire au temps de 1848. Histoire des populations du Var dans la première moitié du XIXe siècle. Ela foi dividida e publicada em três volumes separados:
  - Une ville ouvrière au temps du socialisme utopique. Toulon de 1815 à 1851, Paris-La Haye, Mouton, 1970.
  - La République au village, Paris, Plon, 1970. réédition avec une préface, Seuil, 1979.
  - La Vie sociale en Provence intérieure au lendemain de la Révolution, Paris, Clavreuil, 1971.
- Pénitents et francs-maçons de l’ancienne Provence, Paris, Fayard, 1968.
- CRS à Marseille, "la police au service du peuple" 1944-1947, en collaboration avec F.Barrat, Paris, Armand Colin, 1971.
- La France de 1914 à nos jours, en collaboration avec André Nouschi, Paris, Armand Colin, 1971. ISBN 2-200-34255-1
- 1848 ou l’apprentissage de la République (1848-1851), Paris, Le Seuil, 1973.
- Les Quarante-huitards, Paris, Gallimard-Julliard, collection « Archives », 1976.
- Histoire de la Provence, en collaboration avec Raoul Busquet et V.-L. Bourilly, Paris, Que sais-je ?, 1976, 128 p.
- Le Cercle dans la France bourgeoise, 1810-1848, Paris, Armand Colin, 1977.
- Marianne au combat. L’imagerie et la symbolique républicaines de 1789 à 1880, Paris, Flammarion, 1979.
- Direction de l’Histoire de Toulon, Toulouse, Privat, 1980.
- Histoire vagabonde. Tome 1 : Ethnologie et politique dans la France contemporaine, Paris, Gallimard, 1988.
- Histoire vagabonde. Tome 2 : Idéologies et politique dans la France du XIXe siècle, Paris, Gallimard, 1988.
- Marianne au pouvoir. L’imagerie et la symbolique républicaines de 1880 à 1914, Paris, Flammarion, 1989.
- La République de 1880 à nos jours, Paris, Hachette, collection « Histoire de France », tome 5, 1990.
- Histoire vagabonde. Tome 3. La politique en France, d’hier à aujourd’hui, Paris, Gallimard, 1996.
- Coup d’État et République, Paris, Presses de Sciences Po, collection « La Bibliothèque du citoyen », 1997.
- De Gaulle. Histoire, symbole, mythe,  Paris, Hachette Littératures, 2000.
- Les Métamorphoses de Marianne. L’imagerie et la symbolique républicaines de 1914 à nos jours, Paris, Flammarion, 2001.
- Histoire et politique à gauche, Paris, Perrin, 2005.